# Museo Nazionale del Cinema

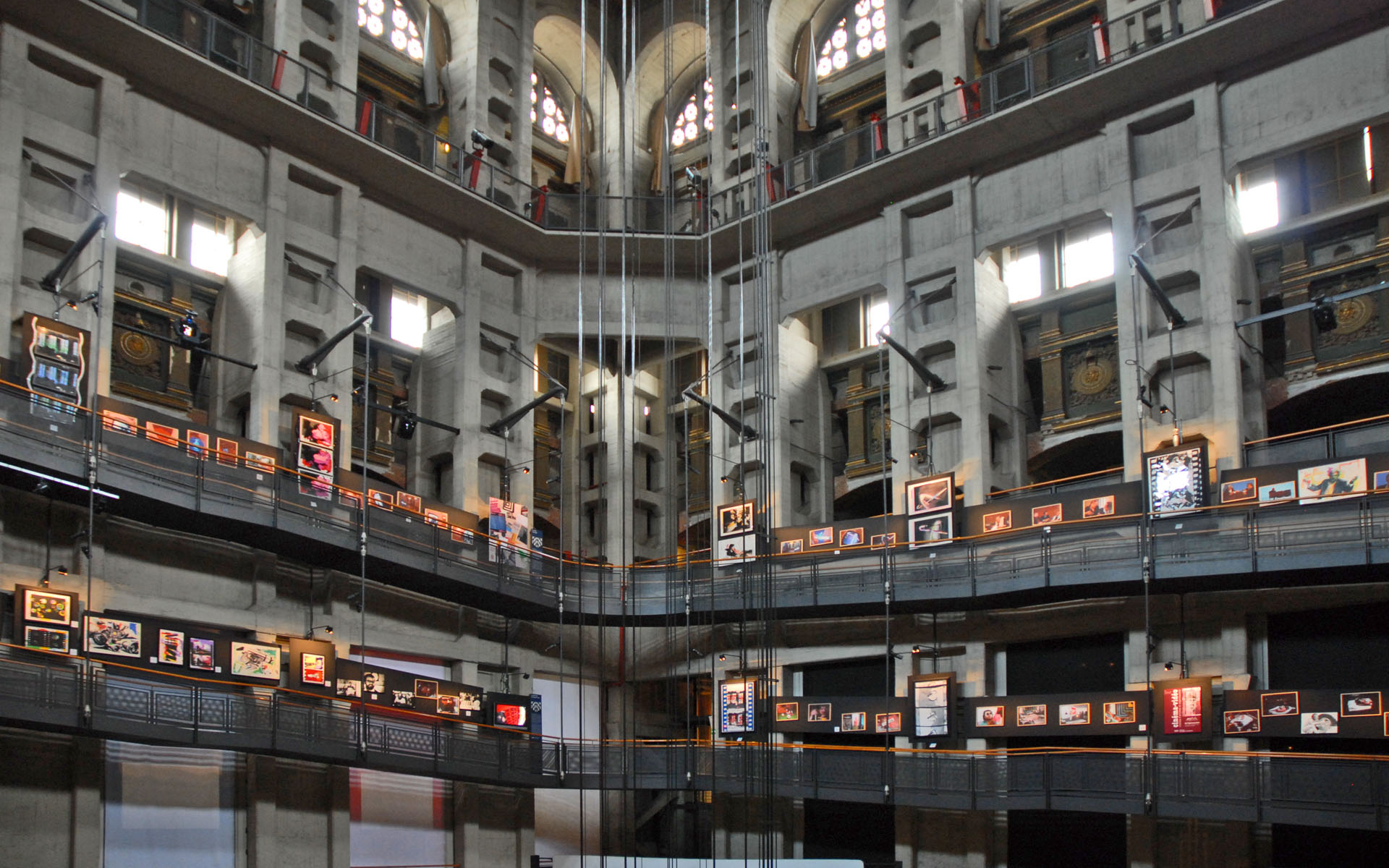

Het Museo Nazionale del Cinema (Nationaal Filmmuseum) is een filmmuseum in het Italiaanse Turijn, sinds 2000 gevestigd in de Mole Antonelliana. Het museum wordt beheerd door de Maria Adriana Prolo Stichting, en de collectie is grotendeels het werk van verzamelaar en historicus Maria Adriana Prolo. Het museum was van 1958 tot 1985 gevestigd in Palazzo Chiablese. De collectie omvat filmposters, lanternae magicae, filmrollen, filmobjecten,...